# Rathaus (Überlingen)

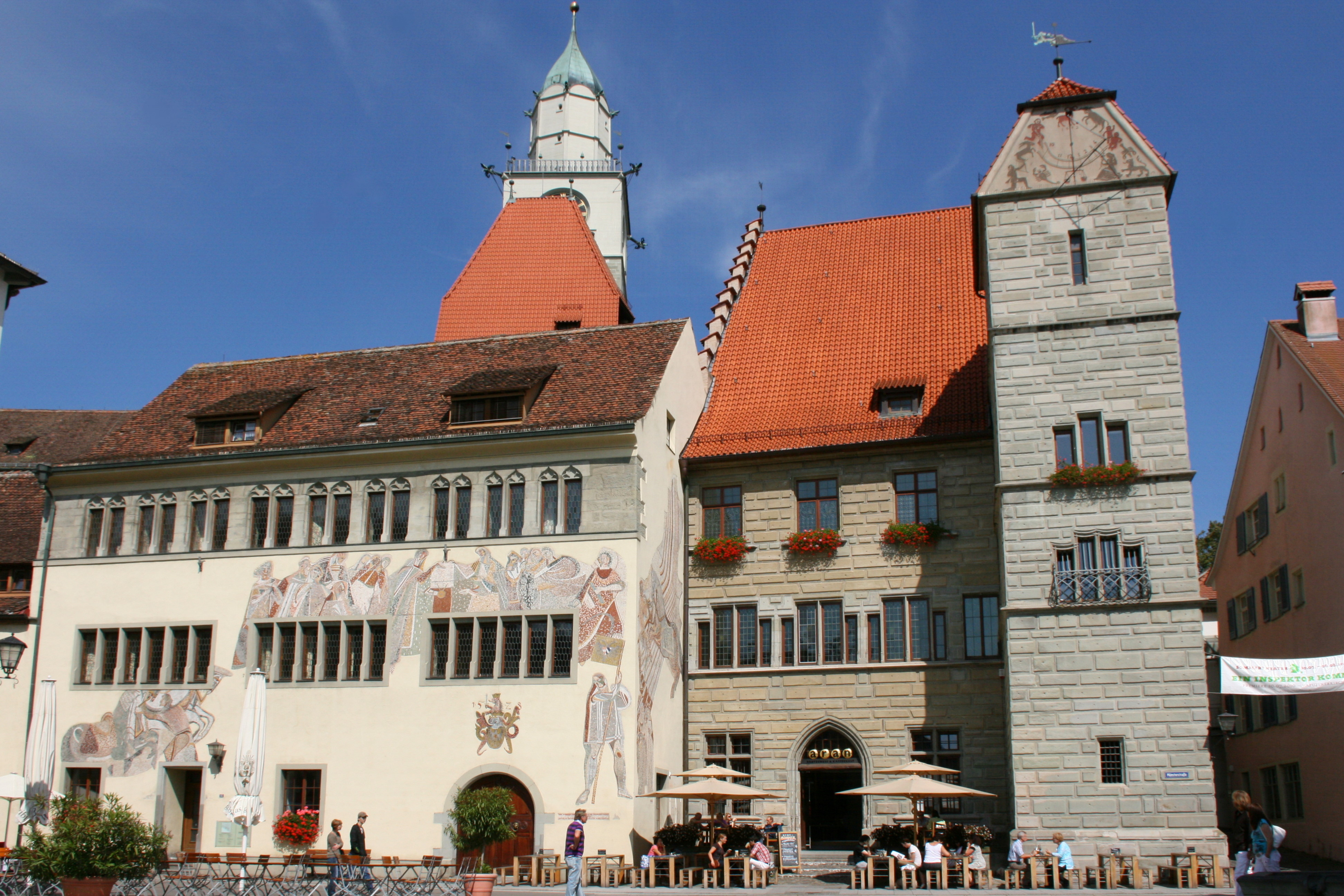
Rathaus (links das alte, rechts das neue)

Das Rathaus in Überlingen ist ein denkmalgeschütztes, aus dem 14. und 15. Jahrhundert stammendes Rathaus in der Überlinger Altstadt. Es begrenzt südlich in direkter Nachbarschaft zum Münster St. Nikolaus den einstigen Kirchhof und dient bis heute der örtlichen Stadtverwaltung.

## Geschichte
Das Rathaus wurde im Jahr 1332 erstmals erwähnt, als die Stadt ein Grundstück zur Erweiterung desselben erwarb. 1394 wurde es erstmals ausdrücklich genannt, als man dort einem Priester das Mesneramt übertrug. Die noch ältesten im Westbau an der Münsterstraße erhaltenen Holzdecken werden auf das Jahr 1400 datiert.

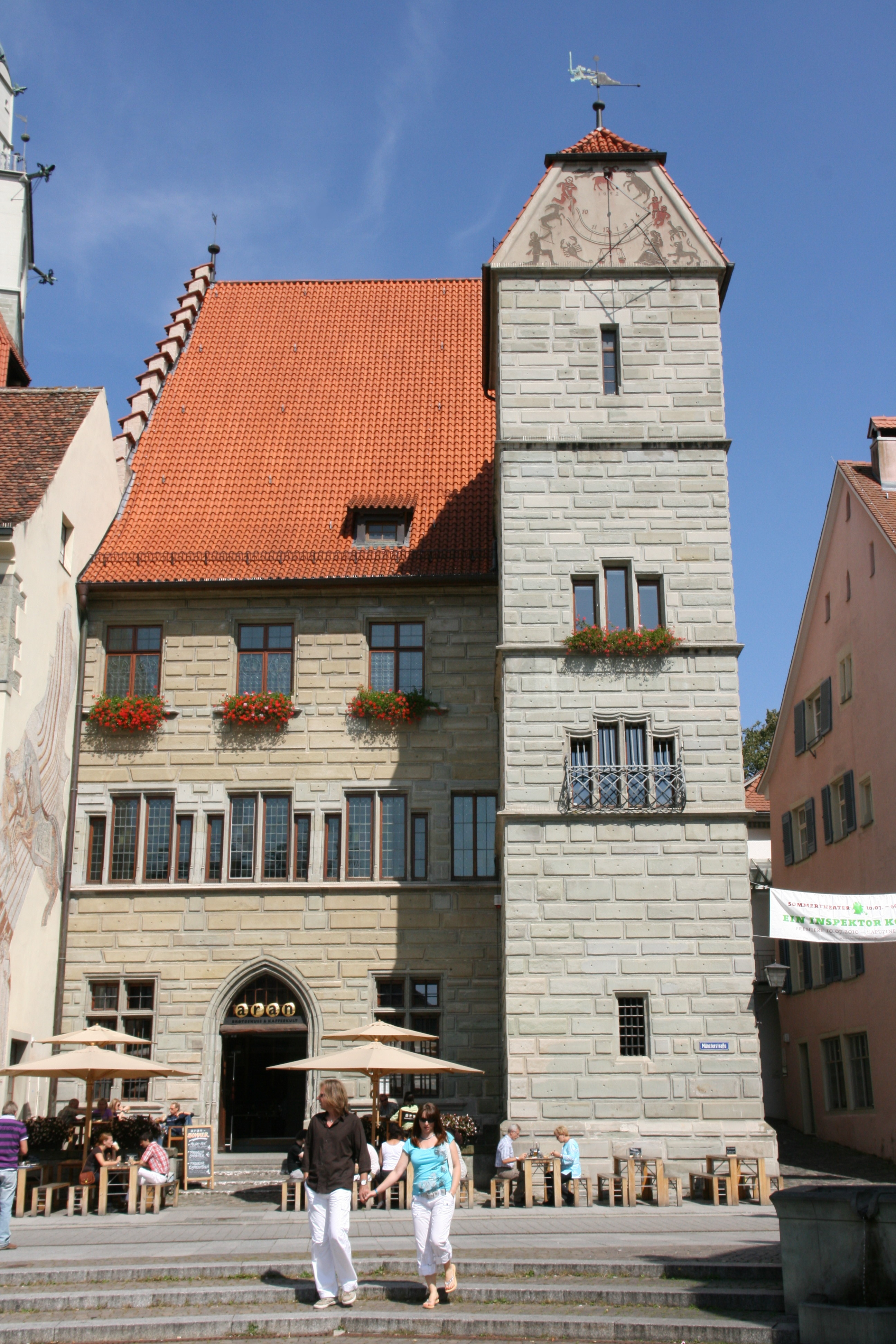
neues Rathaus mit Pfennigturm

Gegen Anfang der 1490er Jahre wurde das Rathaus erweitert. Den fast quadratischen, dreigeschossigen Staffelgiebelbau, hauptsächlich bestehend aus Rorschacher Sandstein, setzte man östlich an das alte Rathaus. Auf der aus Rustikaquadern bestehenden Vorderseite, öffnet sich hinter einem spitzbogigen Eingangstor im Erdgeschoss eine hohe, durch vier Steinstützen getragene Kaufhalle (Rathauskeller, heute ein Café), ein Geschoss weiter oben, hinter drei Fenstergruppen, befindet sich der neue ausgeschmückte Ratssaal, im zweiten Obergeschoss sind Amtsräume untergebracht. An die Südostkante angebaut, steht der Pfennigturm als Sitz der reichsstädtischen Münze, der das neue Amtsgebäude um ein Geschoss überragt. Die angebrachte Sonnenuhr am Turm steht als Technisches Denkmal unter Schutz. Während die Fenster- und Türöffnungen am Neubau noch im gotischen Stil ausgeführt sind (z. B. Kreuzstockfenster im Erdgeschoss und im zweiten Obergeschoss), verweist die Fassade an der Vorderseite aus einer damals kostspieligen, aus dem humanistisch gesinnten Italien importierte, Rustikaquaderung an die Renaissance. Sie zeigt deutlich die Nähe des ältesten Renaissancegebäudes Deutschlands, dem Reichlin-von-Meldegg-Haus in Überlingen. Offensichtlich für alle, orientiert sich somit das wichtigste öffentliche Gebäude der Stadt am Haus eines Bürgers, was nicht verwunderlich scheint, denn zur Erbauungszeit war der Patrizier Clemens Reichlin von Meldegg, Sohn des Erbauers des Familienpalastes, im jährlichen Wechsel, Amts- und Altbürgermeister und hatte einigen Einfluss auf die Baupläne des neuen Rathauses.

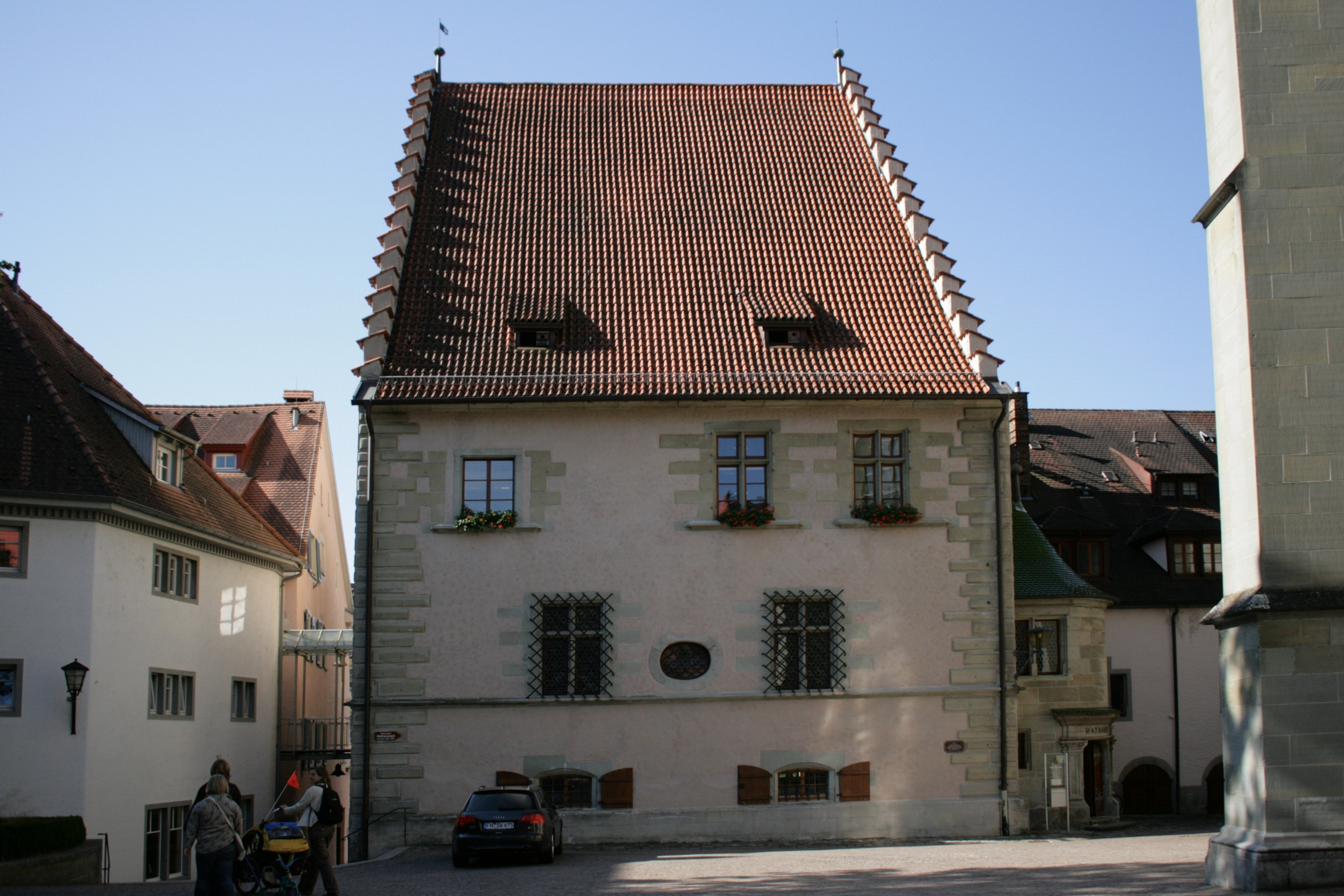
Rückseite

Während sich die rückwärtige, zum Münster gerichtete Gestaltung des neuen Amtshauses noch bescheiden zeigt, so öffnet sich in Richtung Hofstatt, zur weltlichen Seite, die architektonische Raffinesse des Neubaus. Er wurde so platziert, dass er mit seiner Hauptfassade zusammen mit dem Pfennigturm die Hofstatt mit einer bühnenartigen, zentralen Lage ganz im Sinne idealer Plätze der Frührenaissance, abschließend vom profanen Marktplatz (Hofstatt) und öffnend zur sakralen Kirche (Münster) dominiert. Der zur selben Zeit fertiggestellte Münster-Nordturm überragt, zusammen mit dem unfertigen Münster-Südturm, direkt dahinter die stadtbildprägende Kulisse von Bauwerken und Platz. So erinnert der Neubau und die gesamte Lage an einen italienischen Palazzo. Anders als die zeitgenössischen, oft giebelständigen, vergleichbaren Bauten in der Region (Ravensburg, Lindau), hat das Gebäude wegen der dreiachsigen Fassade mit einer höher liegenden vierten Achse eher Ähnlichkeiten, die in der Schweiz anzutreffen sind (Schaffhausen, Luzern).
1795 beschloss der Stadtrat, das Rathaus nach Entwürfen von Deutschordensbaumeister Franz Anton Bagnato im klassizistischen Stil zu modernisieren. An der Münsterstraße riss man daraufhin die mittelalterliche Außentreppe ab, auf die Dachtraufe der Südfront des Altbaus wurde ein aufsteigender Dreiecksgiebel angebracht. Es wurden aber weder das geplante Steinsäulengeschmückte Portal noch ein mehrläufiges Treppenhaus gebaut. Auch der geplante Abriss der benachbarten, aus dem 13. Jahrhundert stammenden Beinhauskapelle St. Michael und Georg fand aus bedenklichen Ursachen nicht statt. Bei den Arbeiten fand man im Untergeschoss Bestattungsmerkmale des bis 1530 auf dem Münsterplatz untergebrachten Friedhofs.

### Nach 1803

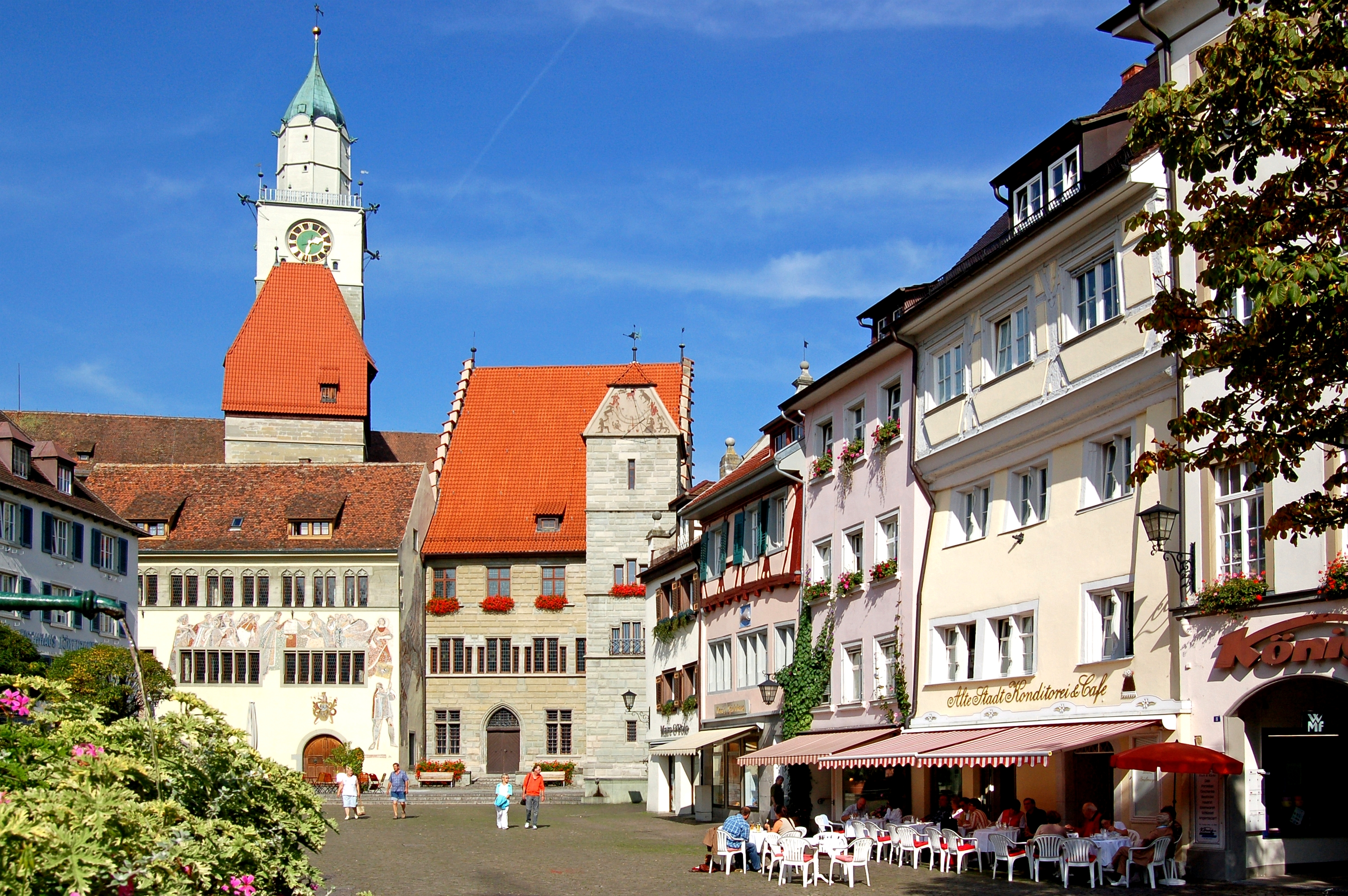
Überlingen: Hofstatt mit Rathaus

Nachdem Überlingen Anfang des 19. Jahrhunderts die Reichsunmittelbarkeit verlor und an Baden fiel, verkaufte die einstige Reichsstadt, neben weiteren städtischen Gebäuden, die westliche Rathaushälfte an den badischen Staat. Dort wurden das Großherzogliche Bezirksamt und das Amtsgericht eingerichtet. Um die Behörden vollständig unterbringen zu können, errichtete man zwischen altem Rathaus und Münster ein Erweiterungsbau. Auf diesem Platz stand noch wenige Jahre zuvor die nun abgebrochene Beinhauskapelle, in der sich die Ratsmitglieder traditionell vor jeder Sitzung trafen und einen Gottesdienst abhielten.
Als man Ende der 1880er Jahre das neue Bezirksamtsgebäude an der Bahnhofstraße in Betrieb nahm, überließ der Staat der Stadt wieder das gesamte Rathaus. Man brach in dieser Zeit auch die Mauer, die von der Südwestkante des Pfennigturms an die Südostkante des alten Rathauses stieß, ab. Diese bildete einen kleinen Vorhof zwischen Münsterstraße und Kaufhalle. Die Abbruchkante ist immer noch leicht an der Ecke des Pfennigturms zu erkennen.
In der Mitte der 1950er gestaltete man das alte Rathaus erneut um. Den klassizistischen Giebelaufsatz entfernte man wieder und brachte an der Straßenfassade ein Naturstein-Mosaik von Hans Baumhauer an. Es stellt die Verleihung eines Marktprivilegs durch Kaiser Karl V. im Jahr 1547 an die damalige freie Reichsstadt dar. Bei den Arbeiten am älteren Rathaus legte man im zweiten und dritten Obergeschoss jeweils eine Fenstergalerie mit Renaissancegebälk bzw. gotischem Maßwerk, sowie das bis dahin verputzte Fachwerk am Westbau wieder frei. Durch diese Veränderungen bekam die Straßenfassade des alten Rathauses seine heutige spätmittelalterliche Aufmachung zur Hofstatt hin.

## Rathaussaal

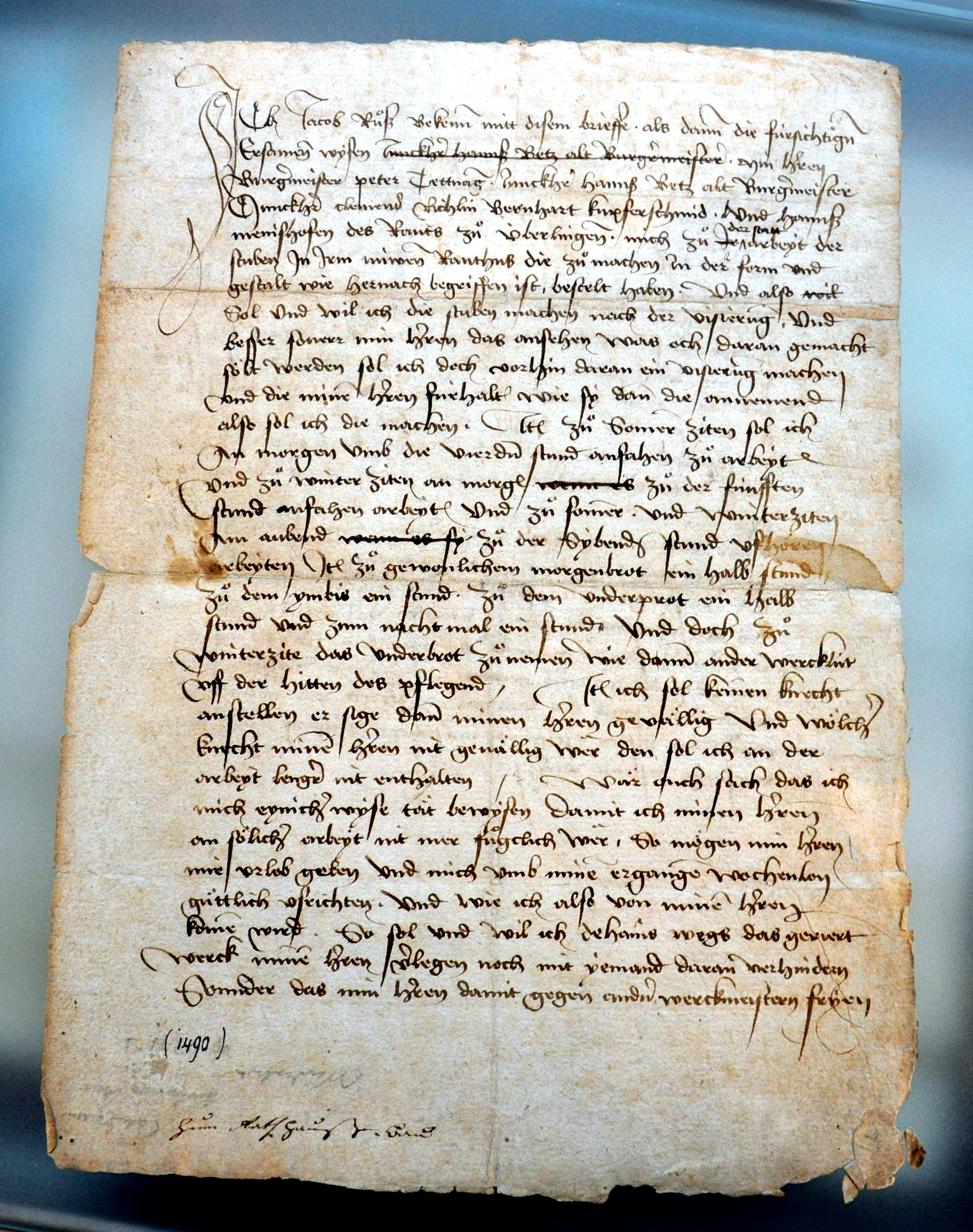
Vertragsentwurf für Jakob Russ

Der zu den bekanntesten Überlinger Sehenswürdigkeiten zählende spätgotische Rathaussaal, entstand von 1490 bis 1494 durch den Ravensburger Bildhauer Jakob Russ (oder Ruß, Ruess) und gilt als eindrucksvolles Beispiel des spätgotischen Realismus. Damals beauftragte der Stadtrat Russ, den Saal im Neubau auszustatten. Russ und seine Gesellen machten den Saal im ersten Obergeschoss zu einem Schmuckstück des gesamten neuen Rathauses.

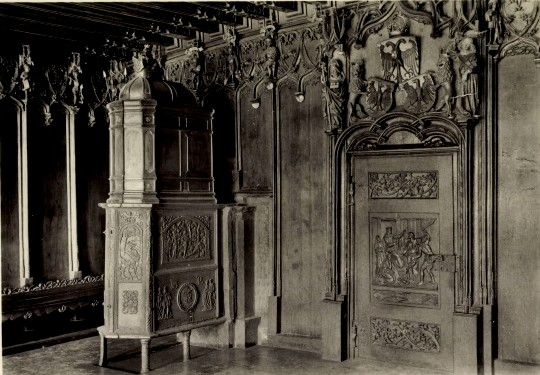
Historisches Bild aus dem Saal

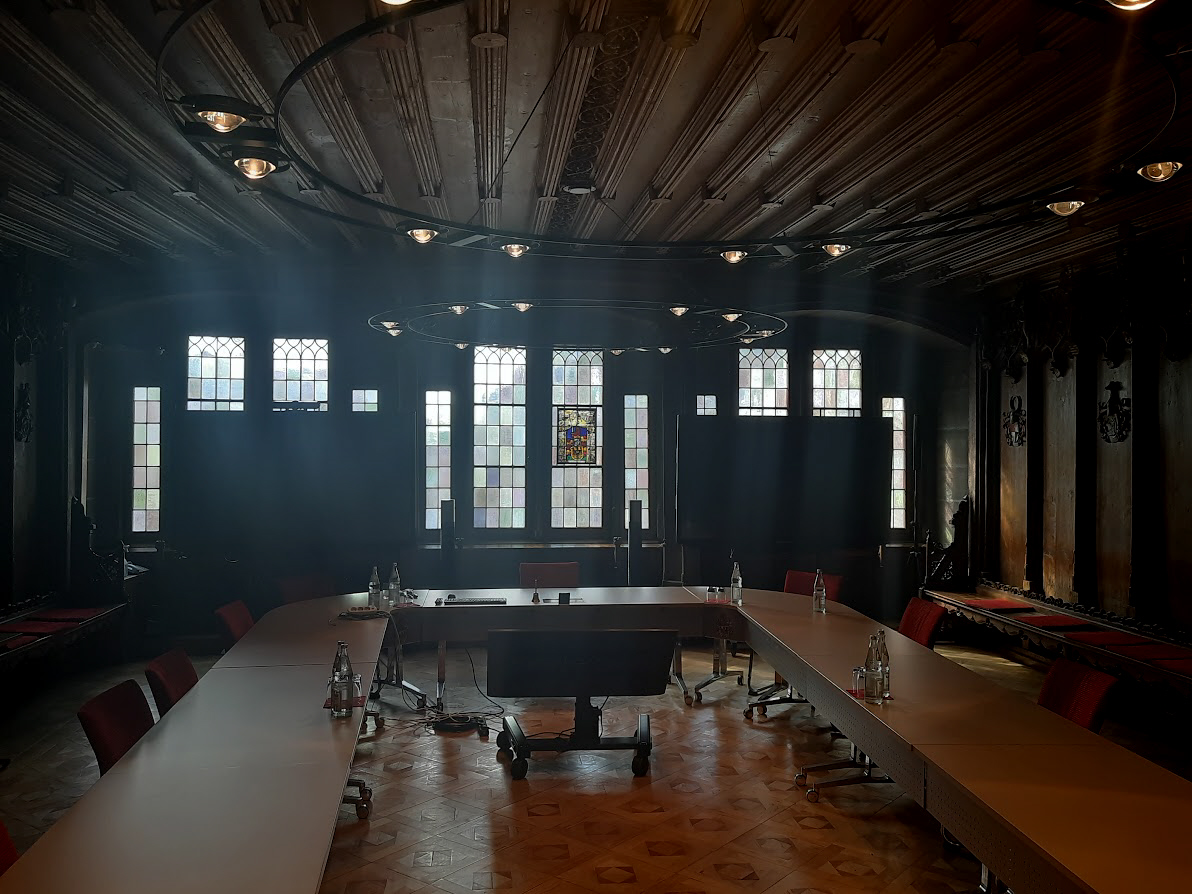
Rathaussaal

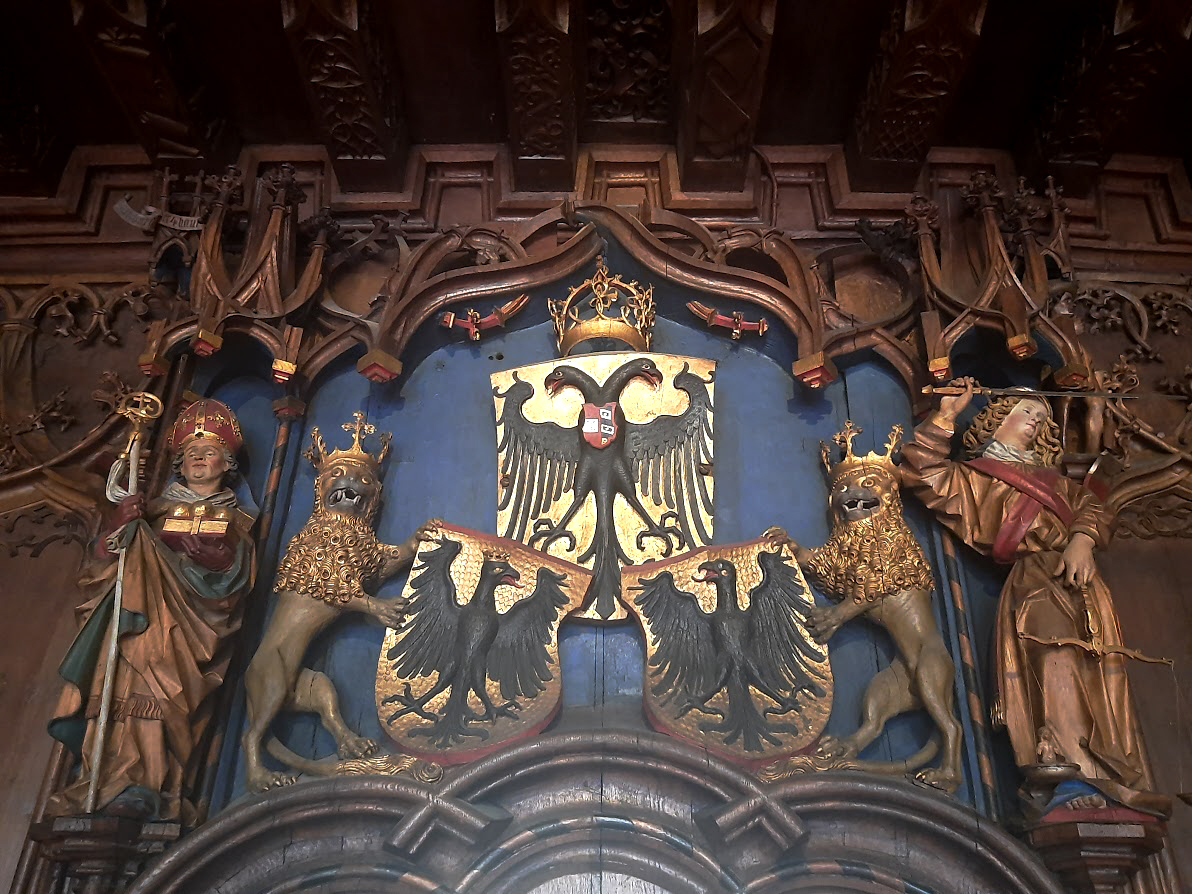
Wappenrelief im Rathaussaal

Der Saal ist mit getafelten Wänden gestaltet die oben in einen verzierten Fries übergehen, dort befinden sich 41 etwa 40 Zentimeter hohen Lindenholz-Skulpturen, die die Stände des Heiligen Römischen Reichs darstellen. Abgebildet sind unter anderem drei geistliche und vier weltliche Kurfürsten (darunter Berthold von Henneberg, Erzbischof von Mainz und erster geistlicher Kurfürst des Reiches, sowie der König von Böhmen als weltlicher Kurfürst), sowie – nach der Fiktion der Quaternionen der Reichsverfassung – jeweils vier Markgrafen, Grafen, Ritter, Freiherren, Städte und „Bauern“. Rechts und links befinden sich in der Supraporte das von zwei Löwen gehaltene Wappen des Kaisers und das der Stadt, flankiert von den Überlinger Stadtpatronen St. Nikolaus und St. Michael. Eine leicht gewölbte Holzbalkendecke, die von ornamentierten Balken getragen wird, schließt den Saal nach oben hin ab.
Mit diesem Saal schaffte man einen repräsentativen Raum für den Empfang von Gästen der Stadt und stellte die Verbundenheit der freien Reichsstadt zum Heiligen Römischen Reich deutscher Nationen dar.
Als Mitte des 19. Jahrhunderts der Saal wieder in das öffentliche Bewusstsein geriet, ließen sich frühe Aktivitäten einer staatlichen Denkmalpflege in Baden erkennen. Damals förderte der Staat die Inspektion sowie die Wiederherstellung seines ursprünglichen Bauzustands. 1899 erhielt der Saal neue Farbglasfenster die vom Freiburger Glasmaler Fritz Geiges gestaltet wurden.
Der historische Rathaussaal wird heute immer noch für Gemeinderatssitzungen und andere Anlässe genutzt.

### Figuren

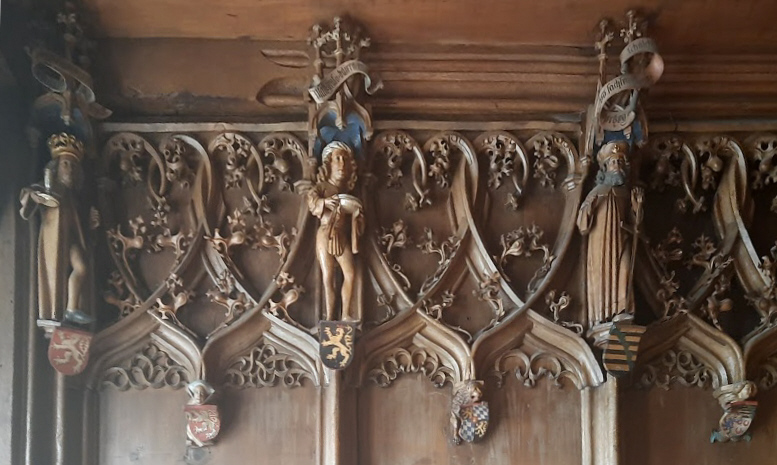
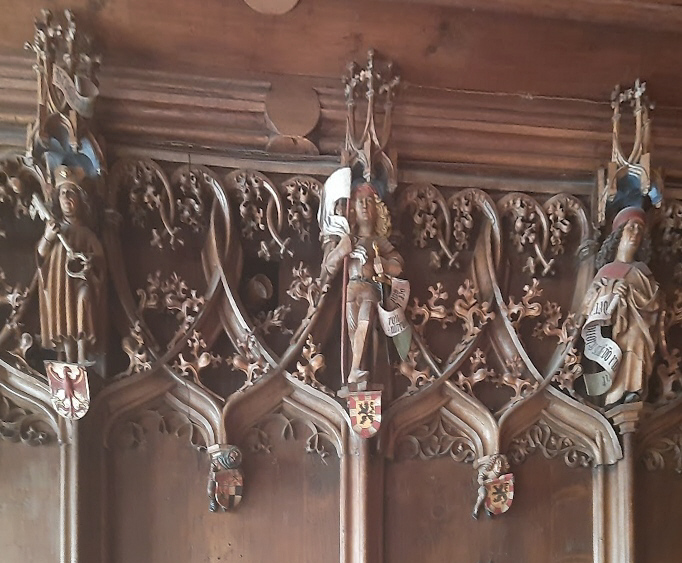
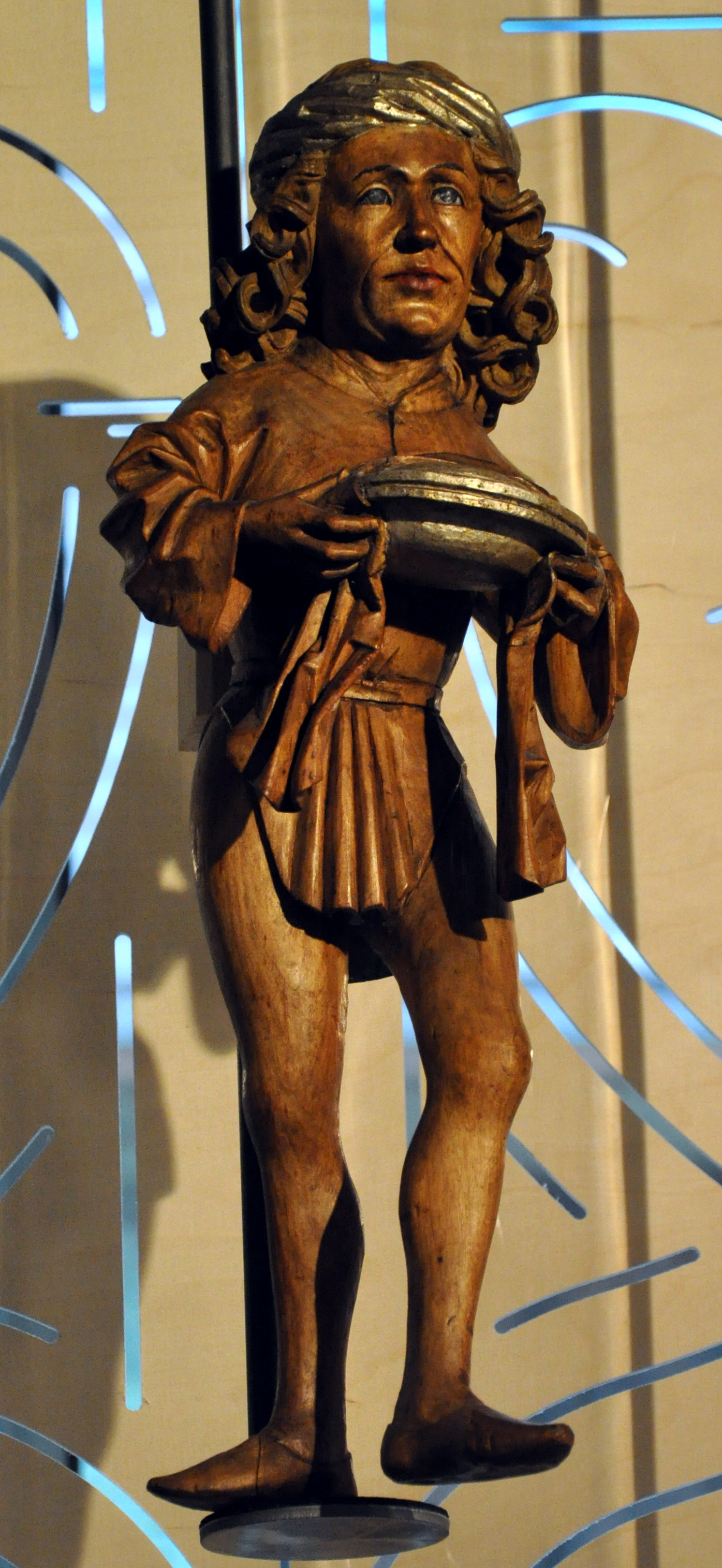
Pfalzgraf bei Rhein (bei einer Ausstellung außerhalb des Saals)
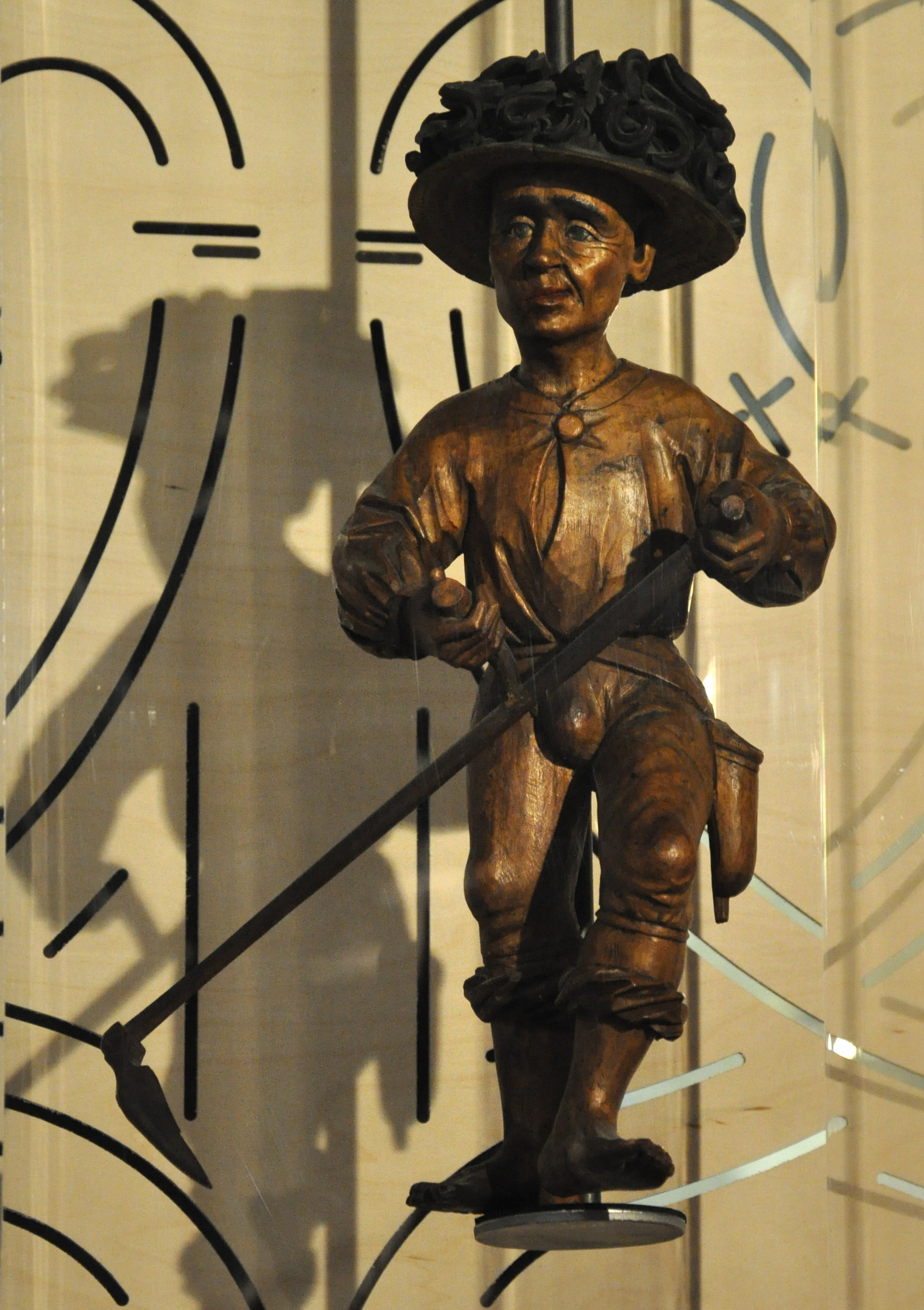
Salzburger Bauer (bei einer Ausstellung außerhalb des Saals)